# وادي صبيا
وادي صبيا أو وادي صبيا الكبير أحد الأودية التابعة لمحافظة صبيا شمال منطقة جازان في المملكة العربية السعودية. تنحدر مياه الوادي من جبال هروب الجنوبية وجبال آل أمصهيف وجبال بني امشيخ ووادي قصي بحجن بني امشيخ. للوادي عدة روافد أساسية منها: وادي قصي: تنحدر مياهه من جبال آل صهيف وجبال بني امشيخ وجبال الحشر ووادي حجن و جبال بني الغازي الشمالية، ووادي صبيا، ووادي دامس: تنحدر مياهه من جبال منجد والجبال القريبة من مركز هروب، وتلتقي الأودية الثلاثة فتشكل واديًا واحدًا هو وادي صبيا، حيث يلتقي وادي دامس بوادي صبيا في موضع يسمى المنقعرة والذي يقع إلى الغرب من قرية العرافي التابعة لصبيا وتبعد عنها بنحو كيلومترا واحدًا، أما وادي قصي فإنه يلتقي مع وادي دامس ووادي صبيا في موقع يطلق عليه المجمع وهو يقع إلى الشرق من قرية جر جبريل، ومن موقع المجمع يتجه في واد واحد يطلق عليه وادي صبيا. تبلغ مساحة الوادي 850 كيلو مربع، أما حجم السيل السطحي 71.544 ألف متر مكعب.

## مشروع تحويل مسار الوادي
أسست لجنة تحويل مسار وادي صبيا إلى وادي الظبية من قبل إمارة منطقة جازان بمرافقة أهل الخبرة واطلعت على مسار الوادي، واتضح لها أن المشروع الجاري تنفيذه هو مشروع درء أخطار السيول لحماية الأحياء الجنوبية من محافظة صبيا، وأوصت اللجنة بأن توقف بلدية صبيا العمل في تنفيذ مشروع تحويل مسار الوادي، وتحويل ميزانيته بإنشاء دفاعات حماية حول القرى الواقعة غرب طريق صبيا الدولي. كما أوصت اللجنة بأن تتولى البلدية متابعة إزالة الإحداثيات في مجرى وادي صبيا غرب السوق الشعبي ومتابعة إعادة تحديد مسار وادي صبيا وعدم الاعتداء عليه أو تحويل مساره، وأن تنفذ بلدية صبيا كبريًا على مجرى وادي صبيا على الطريق الدائري لربط ضفتي الوادي. وإزالة التعديات والوقوف على المخطط السكني الواقع في مسار وادي صبيا.